# Urotrygon munda
Urotrygon munda is een vissensoort uit de familie van de Urotrygonidae. De wetenschappelijke naam van de soort is voor het eerst geldig gepubliceerd in 1863 door Gill.